# Звук острова Блок
Звук острова Блок (The Block Island Sound) — американський науково-фантастичний трилер 2020 року, написаний і знятий Кевіном Мак-Манусом і Метью Мак-Манусом.

## Про фільм
Щось ховається біля узбережжя острова Блок. Це щось непомітно впливає на поведінку рибалки.
Після серії спалахів насильства він не усвідомлюючи наражає свою сім'ю на серйозну небезпеку.
На острові з'являється невідоме зло, яке вбиває все живе. Рибалка і його сім'я, що опинилися в небезпеці, переживають кошмар і дізнаються жахливу правду.

## Знімались
| Актор             | Роль    |
| ----------------- | ------- |
| Кріс Шеффілд      | Гаррі   |
| Мікаелла Макманус | Одрі    |
| Матільда Лоулер   | Емілі   |
| Віллі Карпентер   | Роджерс |